# Ґапа (Торунський повіт)
Ґапа (пол. Gapa) — село в Польщі, у гміні Лисомиці Торунського повіту Куявсько-Поморського воєводства.